# محوطه دلی یاسیر
محوطه دلی یاسیر مربوط به سده‌های اولیه دوران‌های تاریخی پس از اسلام است و در شهرستان چرام، شهر سرفاریاب، روستای دلی یاسیر واقع شده و این اثر در تاریخ ۱۸ شهریور ۱۳۸۷ با شمارهٔ ثبت ۲۳۳۵۱ به‌عنوان یکی از آثار ملی ایران به ثبت رسیده است.